# Monsigliolo
Monsigliolo è una frazione del Comune di Cortona, in provincia di Arezzo.
La frazione si estende nella Val di Chiana aretina e confina con Camucia, la frazione più popolosa del comune.

## Infrastrutture e trasporti

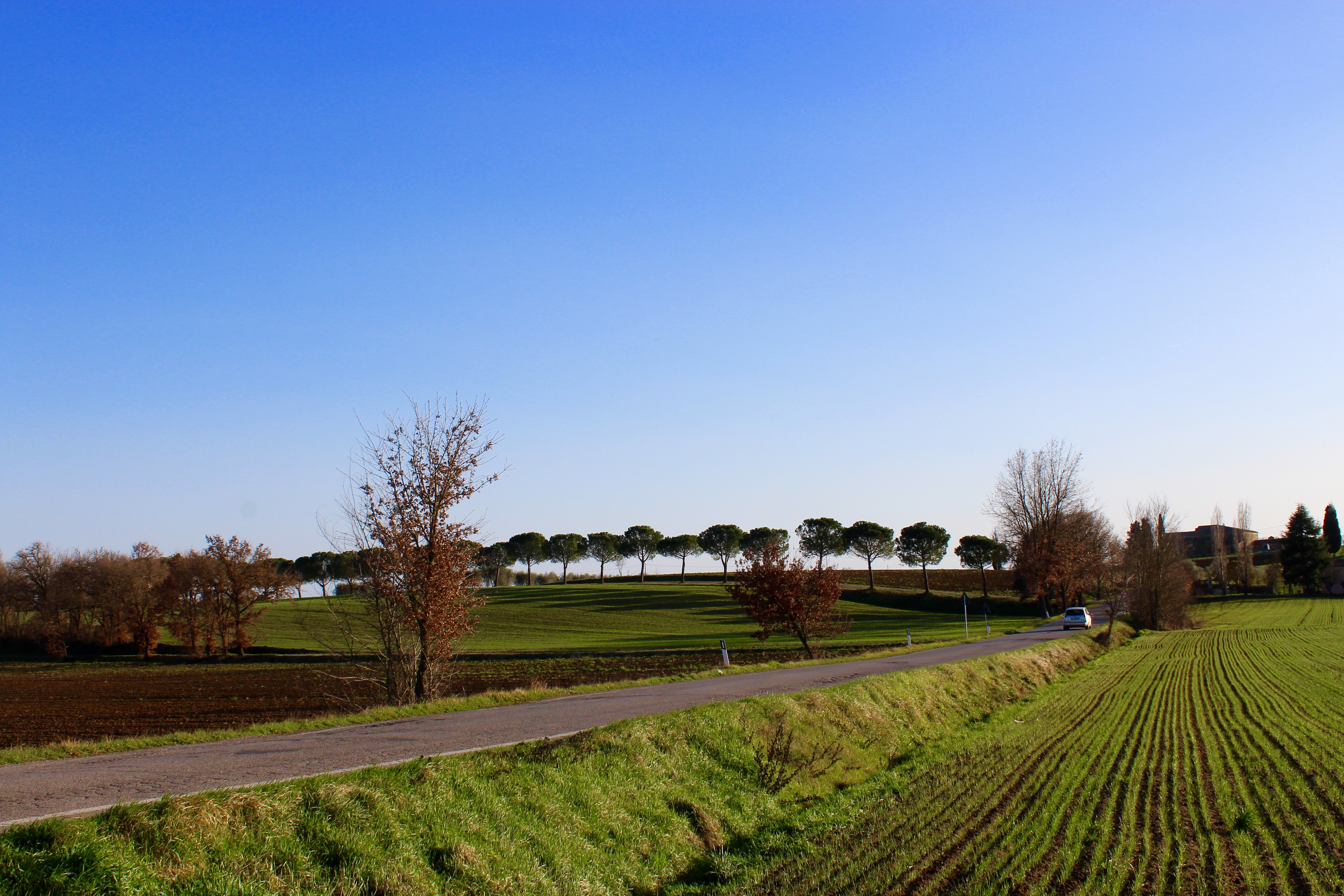
Val di Chiana tra Monsigliolo e Montecchio

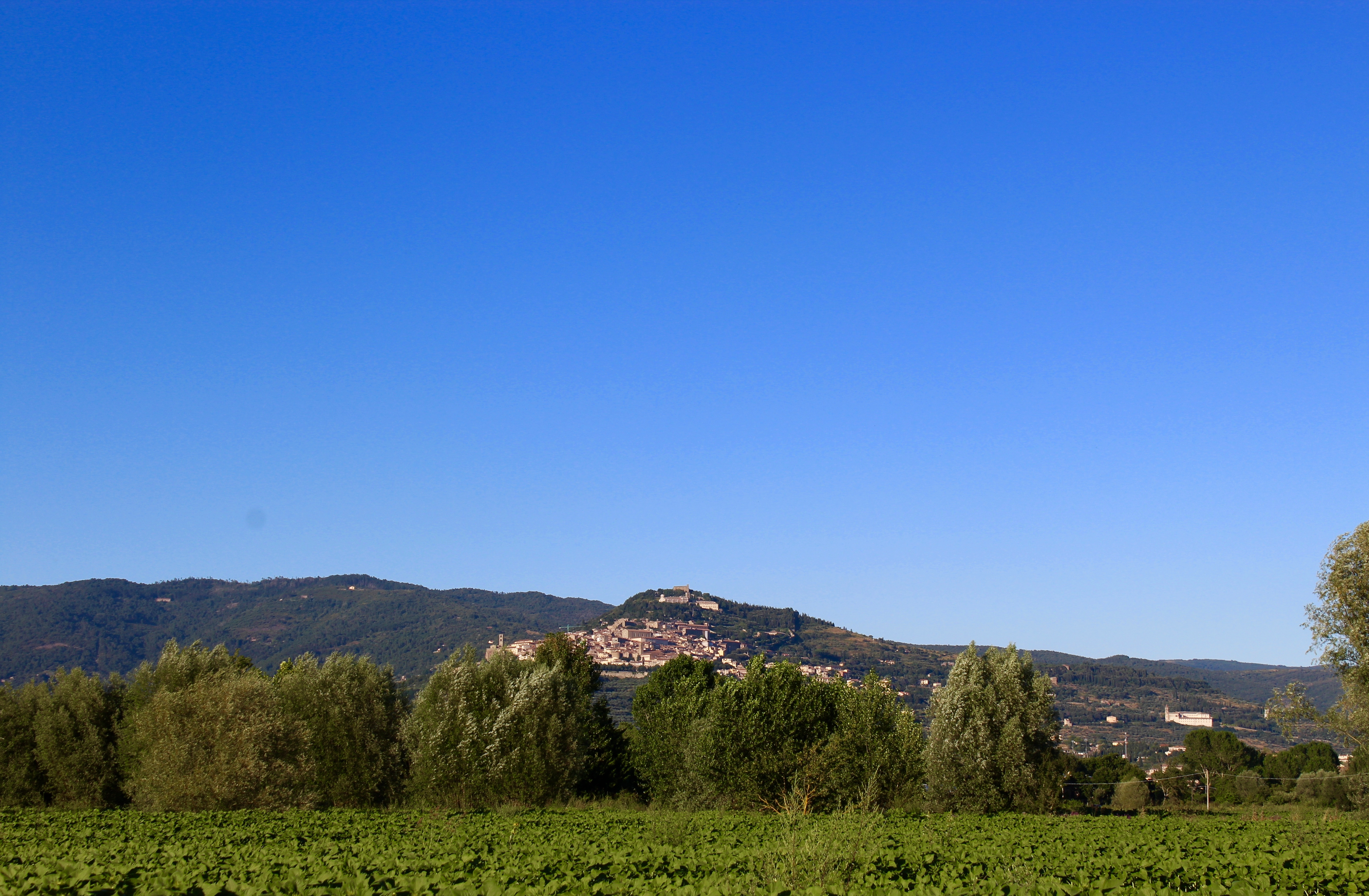
Cortona vista da Monsigliolo

### Rete ferroviaria
La stazione ferroviaria più vicina è la Stazione di Camucia-Cortona che dista 2.4 km. 

### Autobus
La frazione è parzialmente servita anche da un servizio di autobus di linea che la collegano a Camucia, Cortona e alle altre frazioni limitrofe.
Il servizio è operato da Autolinee Toscane.

## Monumenti e luoghi di interesse

### Architettura religiosa
Presso la frazione è possibile visitare la Chiesa di San Biagio affrescata dal pittore campano Ignazio Lucibello.
Nella parete di fondo dell’abside della chiesa è conservata una pala d'altare su tela, assegnata alla scuola di Baccio Bonetti (XVII secolo), dove è rappresentata la Crocifissione con Santa Margherita e San Biagio.
La chiesa è parte della Diocesi di Arezzo-Cortona-Sansepolcro.

## Cultura

### Scuole
Presso Monsigliolo si trova la Scuola dell'Infanzia intitolata a Bruno Ciari e facente parte dell'Istituto Comprensivo "Cortona 2".
Nei pressi della scuola si trova anche il busto bronzeo dedicato a Vannuccio Faralli.

### Tradizioni e folclore
Ogni anno viene organizzato il "Festival della Gioventù": tradizionale sagra toscana in cui è possibile assistere a spettacoli dal vivo e cucina tipica cortonese.